# Пак Хьон Йон
Пак Хьон Йон (кор. 박현영; нар. 13 січня 1998) — південнокорейська борчиня вільного стилю, бронзова призерка чемпіонату Азії.

## Життєпис
Боротьбою почала займатися з 2011 року. У 2001 році стала бронзовою призеркою чемпіонату Азії серед юніорів.
Виступає за спортивний клуб Сеула. Тренер — Кім Деого.

## Спортивні результати на міжнародних змаганнях

### Виступи на Чемпіонатах Азії
| Змагання                       | Збірна         | Вагова категорія          | Місце  |
| ------------------------------ | -------------- | ------------------------- | ------ |
| Чемпіонат Азії з боротьби 2017 | Південна Корея | жіноча боротьба, до 69 кг | Бронза |

### Виступи на інших змаганнях
| Змагання                                                       | Збірна         | Вагова категорія          | Місце |
| -------------------------------------------------------------- | -------------- | ------------------------- | ----- |
| Турнір Дана Колова — Николи Петрова 2017                       | Південна Корея | жіноча боротьба, до 69 кг | 12    |
| Олімпійський кваліфікаційний турнір з боротьби 2020 (Алма-Ата) | Південна Корея | жіноча боротьба, до 68 кг | 4     |

### Виступи на змаганнях молодших вікових груп
| Змагання                                      | Збірна         | Вагова категорія          | Місце  |
| --------------------------------------------- | -------------- | ------------------------- | ------ |
| Чемпіонат світу з боротьби серед юніорів 2017 | Південна Корея | жіноча боротьба, до 67 кг | 12     |
| Чемпіонат Азії з боротьби серед юніорів 2018  | Південна Корея | жіноча боротьба, до 68 кг | Бронза |
| Чемпіонат світу з боротьби серед юніорів 2018 | Південна Корея | жіноча боротьба, до 68 кг | 5      |